# ライアン・ドーソン
ロバート・ライアン・ドーソン（Robert Rian Dawson、1987年12月18日 - ）は、アメリカ合衆国のドラマーである。ポップ・パンクバンド「オール・タイム・ロウ」のドラムス担当。身長177cm。
メリーランド州ボルチモア出身。9歳からドラムを始める。歌手のキャサディー・ポープと長年交際。2017年2月に婚約したが、その後破局。使用ドラムメーカーはSJC。